# Майоренко Станіслав Олексійович
Станісла́в Олексі́йович Майо́ренко (2 травня 1962, с. Антонівка, Шполянський район Черкаська область — 29 жовтня 2015, Сватове, Луганська область) — учасник АТО, солдат. Сапер інженерно-саперного відділення 2-ї інженерної роти 12 окремий полк оперативного забезпечення, в/ч А3814 (Новоград-Волинський). Нагороджений орденом «За мужність» III ступеня (посмертно).

## Життєпис
Народився 2 травня 1962 року в селі Антонівка Черкаської області.
Проходив строкову військову службу в лавах Збройних Сил СРСР.
У серпні 2015 року Шполянським районним військовим комісаріатом Черкаської області мобілізований до лав Збройних Сил України. Служив сапером інженерно-саперного відділення 2-ї інженерної роти 12-го окремого полку оперативного забезпечення Сухопутних військ Збройних Сил України (військова частина А3814, місто Новоград-Волинський Житомирської області).
З осені 2015 року брав участь в антитерористичній операції на Сході України.
Загинув 29 жовтня 2015 року під час пожежі, яка сталася внаслідок вибуху боєприпасів на польовому складі ЗСУ в місті Сватове, Луганська область. Разом зі Станіславом загинули Тарас Ковальський та Анатолій Артеменко (тіла Артеменка та Майоренка знайшли 2 листопада).
5 листопада 2015 року похований на кладовищі села Антонівка, Шполянський район, Черкаська область.
Залишилися мати, син (також учасник АТО) та донька.

## Нагороди
Указом Президента України № 9/2016 від 16 січня 2016 року, «за особисту мужність і високий професіоналізм, виявлені у захисті державного суверенітету та територіальної цілісності України, вірність військовій присязі», нагороджений орденом «За мужність» III ступеня (посмертно).